# Simone Sini
Simone Sini, né le 9 avril 1992 à Sesto San Giovanni en Italie, est un footballeur italien évoluant au poste de défenseur.

## Biographie

### En club
Formé à l'AS Rome, Simone Sini est prêté en juillet 2010 à l'US Lecce en Serie A en compagnie de son coéquipier Andrea Bertolacci. Il est titularisé lors de la première journée de championnat, à 18 ans, face à l'AC Milan le 29 août 2010 (défaite 4-0). Le 26 septembre 2010 il remplace Rubén Olivera à la 65e minute de jeu face à l'US Palerme (match nul 2-2). Ce sont là ses deux seules apparitions de la saison.
La saison suivante, il est prêté à l'AS Bari. Mais encore une fois il ne participe qu'à deux rencontres et il est prêté en janvier 2012 à l'AS Livourne où il joue 7 matches.
Le 9 août 2012 Simone Sini est prêté au FC Pro Verceil. Il dispute son premier match sous ses nouvelles couleurs le 27 octobre 2012 en étant titularisé face au Brescia Calcio lors de la 11e journée (match nul 1-1). À la suite de cette rencontre, il est de nouveau titularisé les journées suivantes.
Il signe ensuite à l'AC Pérouse[réf. nécessaire].

### En sélection
Simone Sini est sélectionné toutes les sélections de jeunes italiennes des moins de 16 ans aux moins de 20 ans.
Il est sélectionné pour la première fois avec les espoirs par Ciro Ferrara le 10 août 2011 lors d'un match amical opposant l'Italie à la Suisse, il remplace en effet Alessandro Crescenzi à la 66e minute de jeu (match nul 1-1).

## Statistiques
| Saison                | Club                     | Championnat           | Championnat | Championnat | Coupe(s) nationale(s) | Coupe(s) nationale(s) | Total | Total |
| Saison                | Club                     | Division              | M.          | B.          | M.                    | B.                    | M.    | B.    |
| 2010-2011             | US Lecce (prêt)          | Serie A               | 2           | 0           | -                     | -                     | 2     | 0     |
| 2011-2012             | AS Bari (prêt)           | Serie B               | 2           | 0           | -                     | -                     | 2     | 0     |
| 2011-2012             | AS Livourne (prêt)       | Serie B               | 7           | 0           | -                     | -                     | 7     | 0     |
| 2012-2013             | Pro Verceil (prêt)       | Serie B               | 18          | 0           | -                     | -                     | 18    | 0     |
| 2013-2014             | AC Pérouse Calcio (prêt) | Lega Pro 1D           | 24          | 0           | 3                     | 0                     | 27    | 0     |
| 2014-2015             | AC Pise (prêt)           | Lega Pro              | 32          | 1           | 4                     | 0                     | 36    | 1     |
| 2015-2016             | Virtus Entella           | Serie B               | 13          | 1           | -                     | -                     | 13    | 1     |
| Total sur la carrière | Total sur la carrière    | Total sur la carrière | 98          | 2           | 7                     | 0                     | 105   | 2     |